# Christophe Krywonis
Christophe Vladimir Bernard Krywonis (Blois, 7 de abril de 1965) es un cocinero francés especializado en la gastronomía de ese país. 
En 1989 residió en Mendoza, Argentina, donde fundó su propio restaurante llamado Christophe, que estuvo abierto de 1997 a 2009. Ha conducido numerosos programas televisivos e integró el jurado de la versión argentina de MasterChef y Masterchef Junior, en 2014 y 2015. En 2016, fue parte del jurado del reality gastronómico de Telefe Dueños de la cocina.
Fue convocado para el doblaje de la película de Disney Ratatouille y la película de Blancanieves, como el cazador.
En 2016, condujo Pesadilla en la cocina, programa emitido en Telefe.
En 2018, formó parte del jurado de Bake Off Argentina y Familias frente a frente, ambos también emitidos por Telefe.
En 2020, volvió a integrar el jurado de Bake Off Argentina en su segunda temporada.
En 2024, conformó la terna de jurados de Bake Off Famosos Argentina.

## Biografía
Nació en Blois, Francia. De abuelos polacos, inició su carrera profesional en su ciudad natal a los 15 años. Según sus propios dichos, aprendió a cocinar junto a su abuela cuando tenía 5 años.

## Televisión
| Año           | Título                                | Temporada | Notas       |
| ------------- | ------------------------------------- | --------- | ----------- |
| 2014–15       | MasterChef                            | 1–2       | Jurado      |
| 2015–16       | MasterChef Junior                     | 1–2       | Jurado      |
| 2016          | Pesadilla en la cocina                | 1         | Presentador |
| 2016–17       | Dueños de la cocina                   | 1–2       | Jurado      |
| 2018, 2020    | Bake Off Argentina, el gran pastelero | 1–2       | Jurado      |
| 2018          | Familias frente a frente              | 1         | Jurado      |
| 2021          | Lo de Mariana                         | 1         | Cocinero    |
| 2021–presente | Parrilleros                           | 1         | Presentador |
| 2024          | Bake Off Famosos Argentina            | 1         | Jurado      |